# Одесский историко-краеведческий музей
Одесский историко-краеведческий музей (ОИКМ) — областной музей истории города Одессы и края.

## Здание музея

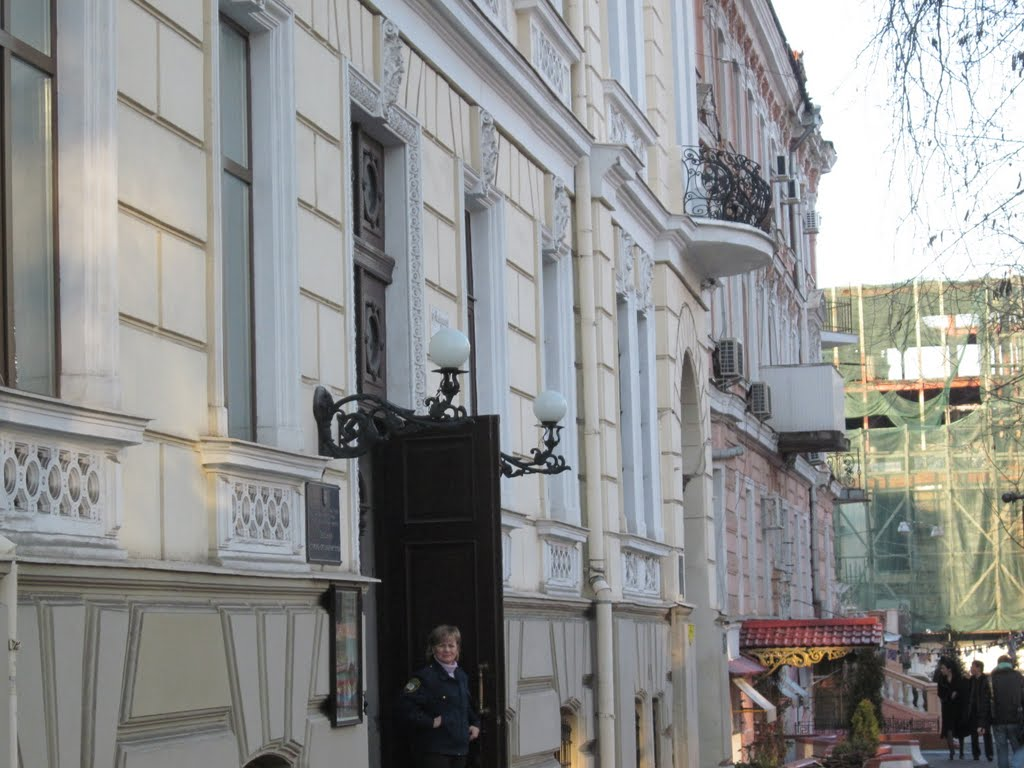
Вход в музей

Музей расположен в самом центре Одессы, в особняке дворцового типа по адресу ул. Гаванная, 4, построенном в 1876 году по проекту известного одесского архитектора Феликса Гонсиоровского.
Здание строилось для одного из крупных представителей промышленно-коммерческой элиты того времени — Александра Яковлевича Новикова, внука знаменитого одесского купца первой гильдии Ильи Новикова, владельца основанной в 1806 году канатной фабрики.
В архитектуре двухэтажного особняка, как и в предыдущих творениях Феликса Гонсиоровского, преобладает дух стилизаторства, основанный на использовании форм позднего ренессанса, с вариацией образцов и мотивов, почерпнутых из архитектурного наследия Италии.
До 1899 года особняк был известен в Одессе как «Дом Новикова», в одной из частей которого собирались так называемые «Башенцы». В начале XX столетия его приобрели городские власти.
В 1907 году дом был сдан в аренду Одесскому коммерческому собранию.
После Октября 1917 года тут часто менялись владельцы. В парадных залах размещались различные клубные учреждения, ведомственные библиотеки, областные партийные курсы. Полуподвальные помещения и часть залов первого этажа использовались в качестве жилого фонда.

## История
Впервые музейная экспозиция разместилась здесь в 1948 году. Это была выставка «Героическая оборона Одессы», на основе которой впоследствии создали республиканский Музей обороны Одессы.
6 мая 1956 года гостеприимно открыл двери своим первым посетителям Одесский государственный историко-краеведческий музей. Он был сформирован на базе Музея обороны Одессы и Одесского областного краеведческого музея. Документы, печатные издания, предметы прикладного и изобразительного искусства, нумизматические коллекции XVII—XIX веков, связанные с историей города и края и когда-то входившие в собрания Музея Одесского общества истории и древностей, Музея книги, Музея Старой Одессы и некоторых других, оказались составной частью его фондов.
В 1983 году музей закрылся на капитальный ремонт, который длился долгих одиннадцать лет. В результате силами Одесских художественно-реставрационных мастерских дворцовые интерьеры особняка были восстановлены в своем первозданном виде.

## Коллекции
Собрание музея насчитывает около 120 тысяч экспонатов и считается одним из лучших на Украине.
В него входят: документы, подписанные Екатериной II, Г.Потемкиным, А.Суворовым, П.Зубовым, М.Кутузовым, И. де Рибасом, А.Ланжероном; архитектурные и инженерные проекты зданий, которые сегодня являются визитной карточкой Одессы; графические и живописные работы одесских художников; портретная живопись XVIII — нач. XX ст.кисти А. Моклаковского, Е. Буковецкого,Н. Кузнецова, Г. Честаховского, Д. Крайнева; коллекции икон, оружия и предметов быта, нумизматические и картографические материалы.

## Экспозиции
В настоящее время в музее действуют стационарные экспозиции: «Старая Одесса», «Одесса и край в Великой Отечественной войне. 1941—1945 годы», «Оружие из коллекции музея», экспозиция отдела «Степова Україна» (выставочный зал, располагаются по адресу: ул. Ланжероновская, 24а).
По мере накопления материалов в ходе научно-исследовательской и собирательской работы создаются и другие экспозиции, раскрывающие самые различные аспекты жизни Одессы и края.